# Shufu
Shufu är ett härad som lyder under prefekturen Kashgar i Xinjiang-regionen i nordvästra Kina. Det ligger omkring 1 100 kilometer sydväst om regionhuvudstaden Ürümqi. 